# مؤشر المساواة الشركاتية
مؤشر المساواة الشركاتية (بالإنجليزية: Corporate Equality Index)‏ هو تقرير ينشره مؤسسة حملة حقوق الإنسان كأداة لتقييم الشركات الأمريكية في معاملتها للموظفين والمستهلكين والمستثمرين المثليين والمثليات والمزدوجين ومتحولي الجنس. وتعتمد مصدر بياناته الرئيسي على الاستبيانات ولكن يقوم الباحثون أيضا بالتحقق المشترك من سياسات الشركات وتأثيرها على العاملين من ذوي الميول الجنسية المختلفة والسجلات العامة بشكل مستقل. تم نشر المؤشر سنويا منذ عام 2002. بالإضافة إلى ذلك يركز المؤشر على العلاقات الإيجابية للسياسات التي تعزز المساواة والشركات المدافعة عن حقوق المثليين والمثليات وقد تطور ليعكس الترابط الإيجابي بين تعزيز المساواة لدى مجتمع المثليين والمثليات ونجاح المنظمات. بعد الشركات الـ 100 الأولى التي تصنف علنا في إطار المؤشر تبقى المنظمات المشاركة مجهولة. بالنسبة للشركات التي تسعى لتنفيذ وتوسيع سياسات التنوع والشمولية للأشخاص ذوي الميول الجنسية المختلفة يوفر المؤشر إطارا يتيح للشركات التعرف على القضايا والسياسات التي تقيد المساواة لدى أفراد المجتمع ذوي الميول الجنسية المختلفة في مكان العمل.

## المعايير
تُحدد معايير مؤشر المساواة الشركاتية من خلال أربعة أعمدة رئيسية: "سياسات عدم التمييز عبر الكيانات التجارية والفوائد العادلة للعاملين ذوي الميول الجنسية المختلفة وعائلاتهم والتعليم الداخلي ومؤشرات المساءلة لتعزيز الكفاءة في إدماج أفراد مجتمع الميول الجنسية المختلفة والالتزام العام بالمساواة لأفراد مجتمع الميول الجنسية المختلفة". وفي أحدث تعديل لمعايير مؤشر المساواة الشركاتية يُعتبر الركيزة الخامسة حيث "يجب ألا تكون للشركات أي نوع من التورط مع منظمات أو أنشطة معادية لأفراد مجتمع الميول الجنسية المختلفة".
تقوم مؤسسة حملة حقوق الإنسان بتسجيل معايير التقييم على النحو التالي مشيرة إلى أن "المعايير كانت دائما مقصودة أن تتطور مع اعتماد مزيد من أصحاب العمل للمعايير الموجودة وظهور ممارسات جديدة متفوقة".
1. حماية القوى العاملة (30 نقطة في المجموع). يجب أن تحتوي الشركة على سياسة مكتوبة لعدم التمييز تشمل:

- التوجه الجنسي (15)
- هوية الجنس وتعبير الجنس (15)

1. فوائد شاملة (30 نقطة في المجموع). يجب أن توفر الشركة لجميع الموظفين المؤهلين للحصول على الفوائد في الولايات المتحدة خطة تأمين واحدة على الأقل تشمل ما يلي:

- المساواة في الفوائد الطبية والفوائد الناعمة بين الزوجين من نفس الجنس ومن جنسيات مختلفة (10)
- المساواة في الفوائد الطبية والفوائد الناعمة بين الشريكين المنزليين من نفس الجنس ومن جنسيات مختلفة (10)
- تغطية صحية متساوية للأفراد المتحولين جنسياً دون استثناء للرعاية الطبية الضرورية (10)

1. دعم ثقافة شاملة والمسؤولية الاجتماعية للشركات (40 نقطة في المجموع).

- ثلاث ممارسات مثلى للتدريب والتعليم الداخلي لمجتمع الميول الجنسية المختلفة (10). يجب على الشركات أن تظهر التزاما قويا ومستداما ومسؤولا على مستوى الشركة بالتنوع والكفاءة الثقافية بما في ذلك ثلاثة عناصر على الأقل من العناصر التالية:
  - ينص تدريب الموظفين الجدد بوضوح على أن سياسة عدم التمييز تشمل هوية الجنس والتوجه الجنسي ويقدم تعريفات أو سيناريوهات توضح السياسة لكل منهما.
  - يخضع المشرفون لتدريب يتضمن هوية الجنس والتوجه الجنسي كمواضيع متميزة (قد يكون جزءا من تدريب أوسع) ويقدم تعريفات أو سيناريوهات توضح السياسة لكل منهما.
  - دمج هوية الجنس والتوجه الجنسي في تطوير المهارات أو التدريب القائم على المعرفة أو القيادة الذي يتضمن عناصر التنوع و/أو الكفاءة الثقافية.
  - إرشادات لتحول الجنس تتضمن تسهيل استخدام الحمامات المتعددة والزي والتوثيق.
  - استطلاعات المشاركة السنوية أو النصف سنوية للموظفين المجهولين تتيح للموظفين الخيار في التعرف على أنفسهم كأشخاص ذوي الميول الجنسية المختلفة.
  - تشمل استمارات جمع البيانات التي تتضمن معلومات عن عرق الموظف وأصله العرقي وجنسه وحالته العسكرية والإعاقة - والتي عادة ما تُسجل ضمن سجلات الموظفين - أسئلة اختيارية حول التوجه الجنسي وهوية الجنس.
  - تشمل معايير أداء الإدارة العليا/التنفيذية مقاييس التنوع لأفراد مجتمع الميول الجنسية المختلفة.
- توفر الشركة مجموعة موظفين أو مجلس تنوع (10)
- ثلاثة جهود متميزة للتواصل أو المشاركة مع مجتمع الميول الجنسية المختلفة الأوسع (15). يجب على الشركات أن تظهر جهودا متواصلة للتواصل الخاصة بمجتمع الميول الجنسية المختلفة تمتد عبر الشركة بما في ذلك ثلاثة عناصر على الأقل من العناصر التالية:
  - جهود توظيف موظفين من مجتمع الميول الجنسية المختلفة مع وجود وثائق توضح وصول المتقدمين من مجتمع الميول الجنسية المختلفة (قد تشمل الوثائق المطلوبة ملخصا قصيرا للحدث أو تقديرا لعدد المرشحين الذين تم التواصل معهم).
  - برنامج تنوع الموردين مع جهود مبينة لاحتواء الموردين المعتمدين من مجتمع الميول الجنسية المختلفة.
  - تسويق أو إعلانات للمستهلكين من مجتمع الميول الجنسية المختلفة (مثل: الإعلانات مع محتوى متعلق بمجتمع الميول الجنسية المختلفة أو الإعلان في وسائل الإعلام المتعلقة بمجتمع الميول الجنسية المختلفة أو رعاية منظمات وفعاليات مجتمع الميول الجنسية المختلفة).
  - دعم خيري لمنظمة أو فعالية من مجتمع الميول الجنسية المختلفة على الأقل (مثل: الدعم المالي أو الدعم في النوع أو الدعم المجاني).
  - تظهر الدعم العلني للمساواة لدى مجتمع الميول الجنسية المختلفة بموجب القانون من خلال التشريعات أو المبادرات المحلية أو الولائية أو الفيدرالية.
- معايير عدم التمييز بين المقاولين/الموردين ومبادئ العطاءات الخيرية (5)

1. المواطنة المسؤولة (-25). سيتم خصم 25 نقطة من درجة الشركات بسبب وجود عيب كبير رسمي أو علني معاد لأفراد مجتمع الميول الجنسية المختلفة في سجلاتهم الأخيرة.

## التاريخ
منذ عام 2002 يتم نشر مؤشر المساواة الشركاتية بواسطة حملة حقوق الإنسان. كان مستوحى أصلا من مؤشر القيم الشاذة والمثلية وهو نظام تصنيف صممه الصحفي غرانت لوكنبيل. عندما قامت حملة حقوق الإنسان بتعديله أصبح نظاما من 100 نقطة بدلا من النظام الذي كان لغرانت 10 نقاط. في السنة الأولى حصلت 13 شركة على تصنيف 100 بالمئة في مؤشر المساواة الشركاتية. في كل عام يزداد عدد الشركات التي تحقق هذا التصنيف. في مؤشر عام 2011 حصلت 337 شركة على تصنيف 100 بالمئة. تغيرت معايير المؤشر منذ أول نشر له. ابتداء من عام 2006 أصبحت قضايا حقوق الأشخاص المتحولين جنسيا أكثر أهمية في المؤشر مما كانت عليه في السابق وبالتالي سيتضمن مؤشر عام 2012 معايير محدثة أكثر بخصوص فوائد الشراكات وشمولية الأشخاص المتحولين جنسيا.
بعد إطلاق مؤشر المساواة الشركاتية اختارت بعض الشركات المشاركة البقاء مجهولة على الرغم من إمكانية تصنيفها ضمن المراكز الأولى في المؤشر. قليلة هي المنظمات التي اختارت عدم الترويج لتصنيف المؤشر العام وذلك بسبب مخاوف فقدان الأعمال والقيمة المؤسسية لدعم المساواة في مكان العمل لأفراد مجتمع الميول الجنسية المختلفة. في السنوات الأخيرة بدأت الشركات في الترويج بصراحة لدعمها للمساواة لأفراد مجتمع الميول الجنسية المختلفة. بسبب ذلك زادت الترابطات الإيجابية المهمة بين تعزيز المساواة لأفراد مجتمع الميول الجنسية المختلفة والقيمة المؤسسية. بالنسبة للشركات التي تسعى لتوسيع التنوع والاندماج في قوى العمل "يتعلق الأمر بالقوة التي يمكن للمنظمة استخلاصها من تعزيز ودمج مجموعات متنوعة من الأشخاص بشكل متعمد حتى يتناسبوا معا".
مع نجاح مؤشر المساواة الشركاتية أصبحت حملة حقوق الإنسان تنشر الآن أيضا مؤشر المساواة المحلية للمدن ومؤشر المساواة في الرعاية الصحية للمستشفيات بهدف تعزيز أفضل الممارسات فيما يتعلق بأفراد مجتمع الميول الجنسية المختلفة.

## تأثيرات على الشركات الأمريكية
هناك آراء متنافسة حول تأثير تصنيف الشركة على أعمالها. يقول البعض إن وجود تصنيف عال سيكون له تأثير إيجابي بينما يقول البعض الآخر إنه سيتسبب في فقدان الشركة لشعبيتها بين العملاء المحافظين. أظهرت دراسة في كولورادو أن وجود تصنيف جيد في المؤشر لا يؤثر على أسهم الشركة. يشجع المؤشر أيضا الشركات على تغيير سياساتها المتعلقة بموظفي مجتمع الميول الجنسية المختلفة وفي كثير من الحالات يحقق هذا الهدف. من عام 2004 إلى عام 2005 ضم 91 في المئة من الشركات المدرجة حماية ضد تمييز الأشخاص المتحولين جنسيا حيث لم يكن ذلك موجودا من قبل. بالإضافة إلى ذلك تتعرض العديد من الشركات لضغوط لتغيير السياسات التي تسببت في حصولهم على تصنيف سيء في المؤشر نتيجة للانتقادات السلبية من وسائل الإعلام. وقد أدى ذلك إلى تشديد المنافسة بين الشركات للبقاء على اطلاع بأحدث السياسات الشاملة المتعلقة بمجتمع الميول الجنسية المختلفة. تتغير سياسات الشركات الكبيرة بشكل أكبر بكثير فيما يتعلق بمجتمع الميول الجنسية المختلفة نتيجة للمؤشر مقارنة بالشركات الصغيرة أو المتوسطة. تركز حملة حقوق الإنسان على الشركات الكبيرة في المؤشر لذلك تتعرض الشركات الصغيرة لضغوط عامة قليلة بسبب جهود حملة حقوق الإنسان والمؤشر.
من غير المرجح أن تتخلى الشركات عن المؤشر لأن نجاحها يعتمد عليه. يعني الإيرادات التي تحصل عليها لتحقيق أرقام المؤشر المطلوبة والتركيز الأقل على رضا المستهلك الفعلي مما يعني منتجات أكثر شمولية وإنفاق أقل على البحث والتطوير.
النمو الديناميكي لمعايير حملة حقوق الإنسان لمؤشر المساواة الشركاتية ضروري لأن حماية حقوق الأشخاص ذوي الميول الجنسية المختلفة تختلف حسب الموقع وتوسيع المعايير يشجع على تعديل الممارسات القائمة لضمان بيئات مضادة للتمييز بصورة مثلى. يتم ذلك من خلال الاعتراف بأصوات مجتمع الميول الجنسية المختلفة ومعالجة مخاوفهم. لقد زادت شعبية مؤشر المساواة الشركاتية فيما يتعلق بالشركات الناجحة مما حفز الشركات على تنفيذ سياسات تخضع لمعايير المؤشر مما يؤدي في النهاية إلى جذب الدولارات "الزهرية" وزيادة الأرباح الاقتصادية. بالإضافة إلى ذلك تجذب الشركات الصغيرة والكبيرة التي تتجاوز تصنيفها في المؤشر عن طريق دمج آراء الموظفين والزبائن ذوي الميول الجنسية المختلفة الابتكار في حين تعزز قيمة الشركة.

## الاستهلاكية
منذ بدايته في عام 2002 كان لمؤشر المساواة الشركاتية تأثير مالي على الشركات المدرجة في نظام تصنيفه. في عام 2007 قامت حملة حقوق الإنسان بإطلاق دليل محمول للمستهلكين مما يتيح لأي شخص رؤية تصنيف الشركة قبل اختيار التعامل معها ببساطة عن طريق إرسال اسم الشركة إلى الرمز القصير للمؤشر عبر الرسائل النصية واستلام رد فوري.
نظرا لتركيز معايير المؤشر في المقام الأول على الشركات الكبيرة يتعذر على الشركات الصغيرة تحقيق مستويات تصنيف مماثلة في المؤشر. يوضح ذلك بشكل فعال أن الشركات تمثل المجتمع ذوي الميول الجنسية المختلفة بشكل أفضل من خلال معالجة أصواتهم ومخاوفهم بالإضافة إلى استخدام المؤشر كدليل عام للمساواة لدى مجتمع الميول الجنسية المختلفة داخل مكان العمل. علاوة على ذلك فإن ذلك يعني أن الشركات لديها القدرة على تعزيز ودعم المساواة لدى مجتمع الميول الجنسية المختلفة تتجاوز معايير المؤشر. وبناء على ذلك يتم تشجيع الشركات الصغيرة والكبيرة على مناقشة سياسات وممارسات مكان العمل المتعلقة بمجتمع الميول الجنسية المختلفة مع الموظفين ذوي الميول الجنسية المختلفة لتحسين التنوع والاندماج.